# Carolyn McCarthy
Carolyn McCarthy, född Cook 5 januari 1944 i Brooklyn, New York, död 25 juni 2025 i Fort Myers, Florida, var en amerikansk demokratisk politiker. Hon representerade delstaten New Yorks fjärde distrikt i USA:s representanthus 1997–2015.
McCarthy gick i skola i Mineola High School på Long Island. Hon utexaminerades 1964 från Glen Cove Nursing School. Hon arbetade sedan som sjuksköterska i Glen Cove.
Hennes make Dennis McCarthy blev 1993 ihjälskjuten av massmördaren Colin Ferguson på tåget på Long Island Rail Road, samtidigt som deras son skadades svårt. Efter detta började McCarthy kampanja för striktare vapenlagar. Hon ställde upp i kongressvalet 1996 och besegrade den sittande kongressledamoten, republikanen Daniel Frisa. Hon var själv registrerad som republikansk väljare (vilket hon skulle förbli fram till 2003), men ställde ändå upp i valet som demokrat. Hennes kongressdistrikt omfattade delar av Nassau County. Hon omvaldes åtta gånger innan hon inför valet 2014 meddelade att hon tänkte dra sig tillbaka.
McCarthy var katolik.